# Viki (dịch vụ truyền phát trực tiếp)
Rakuten Viki là một dịch vụ stream video của Mỹ có trụ sở tại San Mateo, California. Công ty cũng có văn phòng đặt tại Singapore, Tokyo, và thủ đô Seoul, Hàn Quốc.
Cái tên Viki là sự kế hợp giữa video và Wiki, hàm ý sử dụng tình nguyện viên cho việc quản lý nội dung. Công ty đã giành được giải thưởng Crunchie cho danh hiệu công ty khỏi nghiệp toàn cầu xuất sắc nhất vào tháng 1 năm 2011.